# BYD F0
BYD F0 (до 2008 — BYD F1) — авто класу «A», міський компакт-кар від компанії BYD Auto.

## Опис

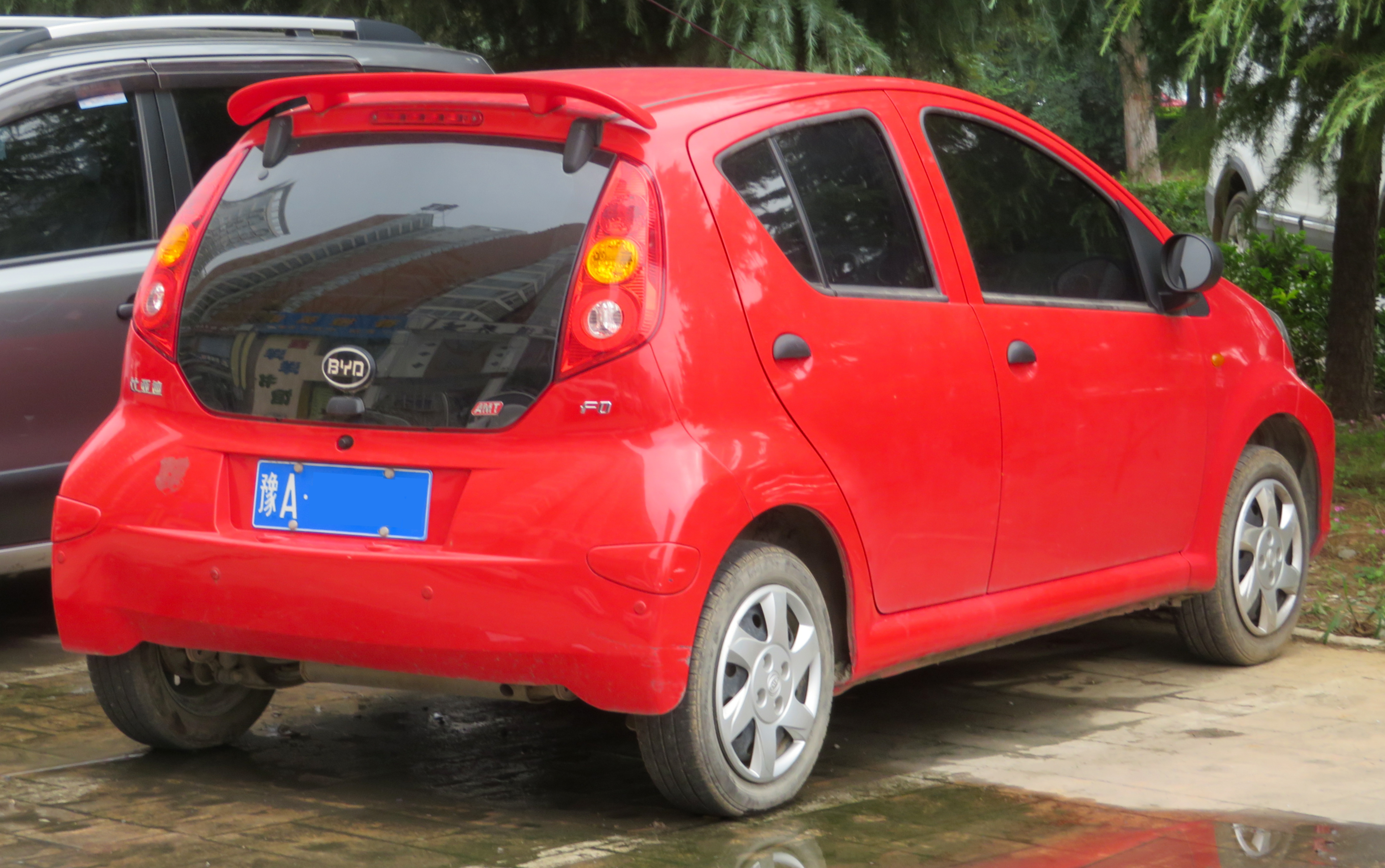
BYD F0

П'ятидверний хетчбек BYD F0 ззовні схожий на компакт Toyota Aygo.
Технічні деталі майбутнього F0 досі достеменно не відомі, оскільки не розголошувалися компанією. Відомо, що на китайському ринку вартість авто планується на рівні $3950

Основним конкурентом автомобіля є Geely LC.

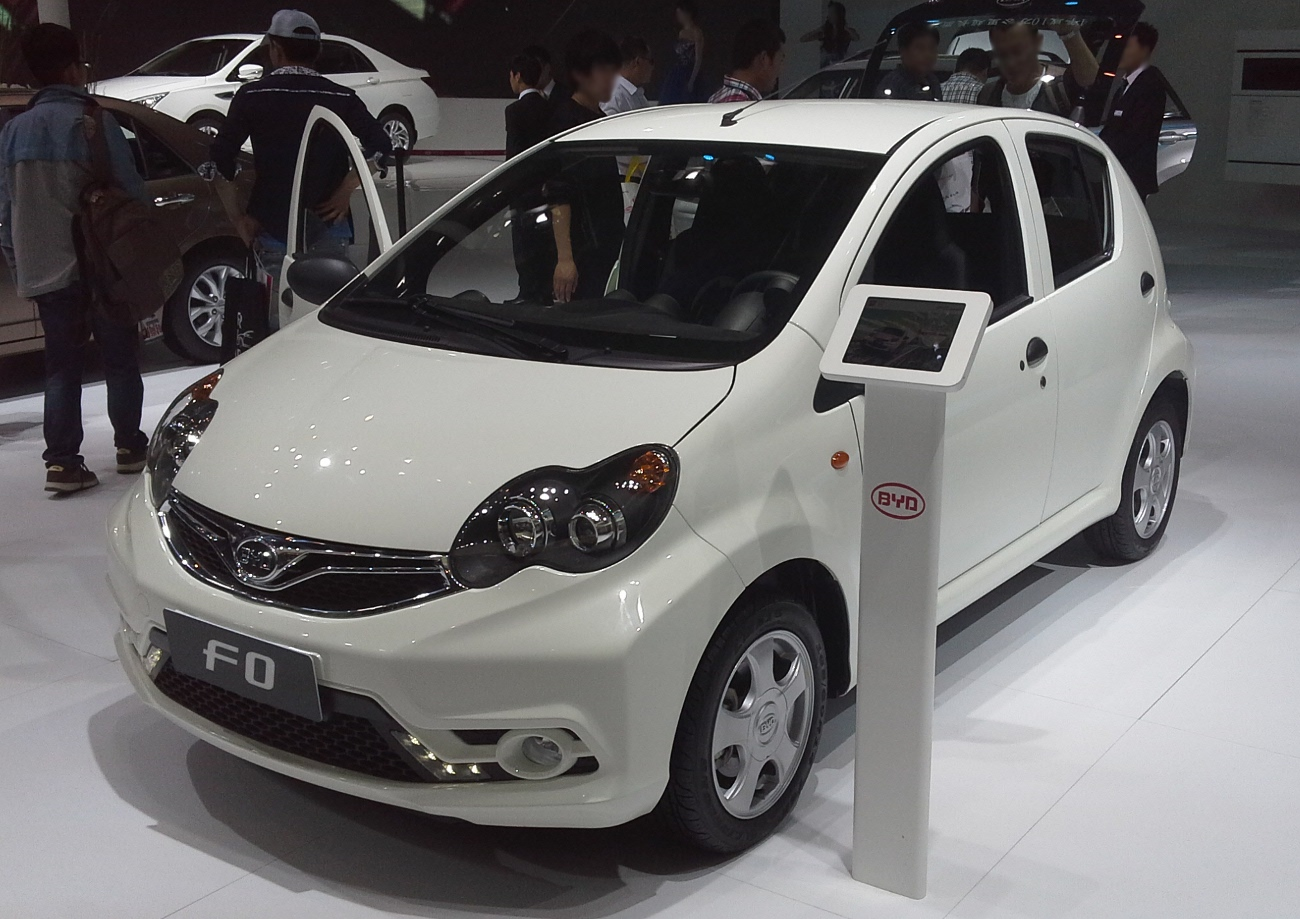
BYD F0 (2014-2015)

Ззовні цей компактний автомобіль виглядає досить привабливо. Фари головного світла виглядають аналогічно седанам Mercedes-Benz C Класу і представляють собою здвоєні еліпси. Передню частину автомобіля прикрашає решітка радіатора, яка за формою нагадує посмішку. Задня частина БІД Ф0 оснащується витягнутими вгору задніми ліхтарями. Відмінною рисою даного автомобіля є велика площа скління, яка забезпечує безперешкодний огляд в будь-якому напрямку. Габарити BYD F0 рівні: довжина - 3460 мм, ширина - 1618 мм, висота - 1465 мм, колісна база - 2340 мм. 
Незважаючи на компактні габарити, у БІД Ф0 досить просторий і затишний салон, виконаний в стилі Тойота Айго і здатний розмістити від 4 до 5 осіб середньої комплекції за схемою 2+3. Сидіння хетчбека зручні з хорошою підтримкою спини. Водійське крісло розміщено оптимально, і забезпечує відмінний огляд через лобове і заднє скло. Максимально проста панель управління обшита твердим гладким пластиком. 

Кнопки і важелі управління інтуїтивно зрозумілі у використанні і не відволікають водія від дороги. Для оздоблення інтер'єру переважно використовується практична тканина в темних тонах, хоча шкіра доступна як опція. Передні двері БІД великі, що не викликає абсолютно ніяких труднощів з посадкою або висадкою водія або пасажирів. 